# Ljubitelskaja futbalnaja liga
Ljubitelskaja futbalnaja liga (rusky: Пе́рвенство Росси́и среди люби́тельских футбо́льных клубов; česky: Amatérská fotbalová liga) je čtvrtá (v letech 1994–1997 pátá) nejvyšší fotbalová soutěž a zároveň i první amatérská soutěž pořádaná na území Ruska. Pořádá se od roku 1992.

## Názvy soutěže
Zdroj: 
- 1992–2011: KFK (Kollektivy fizičeskoj kultury)
- 2011– : LFL (Ljubitelskaja futbalnaja liga)